# Pseudoips
Pseudoips é um gênero de traça pertencente à família Arctiidae.